# Улан-Дабан
Ула́н-Даба́н (хребе́т Гу́мбольдта) — горный хребет в Китае, в системе Наньшань.
Протяжённость хребта составляет около 250 км, высота — от 5300 до 5400 м. Хребет возвышается над окружающими плато на 1000—2000 м. Слабо расчленён, перевалы лежат на высоте более 4000 м. Сложен преимущественно осадочными породами. Встречаются ледники. Преобладает растительность холодных пустынь.
Хребет был назван в честь выдающегося немецкого учёного Александра Гумбольдта в 1880 году русским путешественником Николаем Пржевальским.